# Сассоферрато
Сассоферрато (італ. Sassoferrato) — муніципалітет в Італії, у регіоні Марке,  провінція Анкона.
Сассоферрато розташоване на відстані близько 175 км на північ від Рима, 60 км на захід від Анкони.
Населення — 7325 осіб (2014).
Щорічний фестиваль відбувається 26 липня. Покровитель — Beato Ugo degli Atti.

## Демографія
Населення за роками:

Станом на 1 січня 2023 року в муніципалітеті офіційно проживало 599 іноземців з 47 країн, серед них 253 громадяни країн Євросоюзу та 15 громадян України.

## Сусідні муніципалітети
- Арчевія
- Фабріано
- Дженга
- Серра-Сант'Аббондіо
- Пергола
- Костаччаро
- Скеджа-е-Пашелупо